# 社会主义经济学
社会主义经济学（Socialist economics）包括假设的和现有的社会主义经济制度的经济理论、实践和规范。社会主义经济制度的特点是生产资料的社会所有和经营，可以采取自治合作社或以生产为载体的直接公有制形式直接用于使用而非盈利。利用市场在经济单位之间分配资本货物和生产要素的社会主义制度被称为市场社会主义。实行计划经济时，经济体制被指定为社会主义计划经济。非市场形式的社会主义通常包括以实物计算为基础的会计制度，以评估资源和货物。

## 流派概览
社会主义经济学与不同的经济思想流派联系在一起。马克思经济学为基于资本主义分析的社会主义提供了基础，而新古典经济学和进化经济学提供了社会主义的综合模型。20世纪，社会主义计划经济和市场经济的建议和模式在很大程度上基于新古典经济学与马克思主义或制度经济学的综合。
作为一个术语，社会主义经济学也可以应用于分析在社会主义国家实施的以前和现有的经济制度，例如匈牙利经济学家雅诺什·科尔奈的著作。19世纪美国个人主义无政府主义者本杰明·塔克将亚当·斯密和李嘉图社会主义者以及皮埃尔-约瑟夫·蒲鲁东、卡尔·马克思和约西亚·沃伦的古典经济学与社会主义联系起来，认为社会主义思想有两个流派，即无政府主义社会主义和国家社会主义，它们的共同点是劳动价值论。社会主义者不同意对经济进行社会控制或监管的程度；社会应该在多大程度上进行干预，以及政府，特别是现有政府，是否是变革的正确工具，这些都是分歧的问题。